# Virtuell verklighet

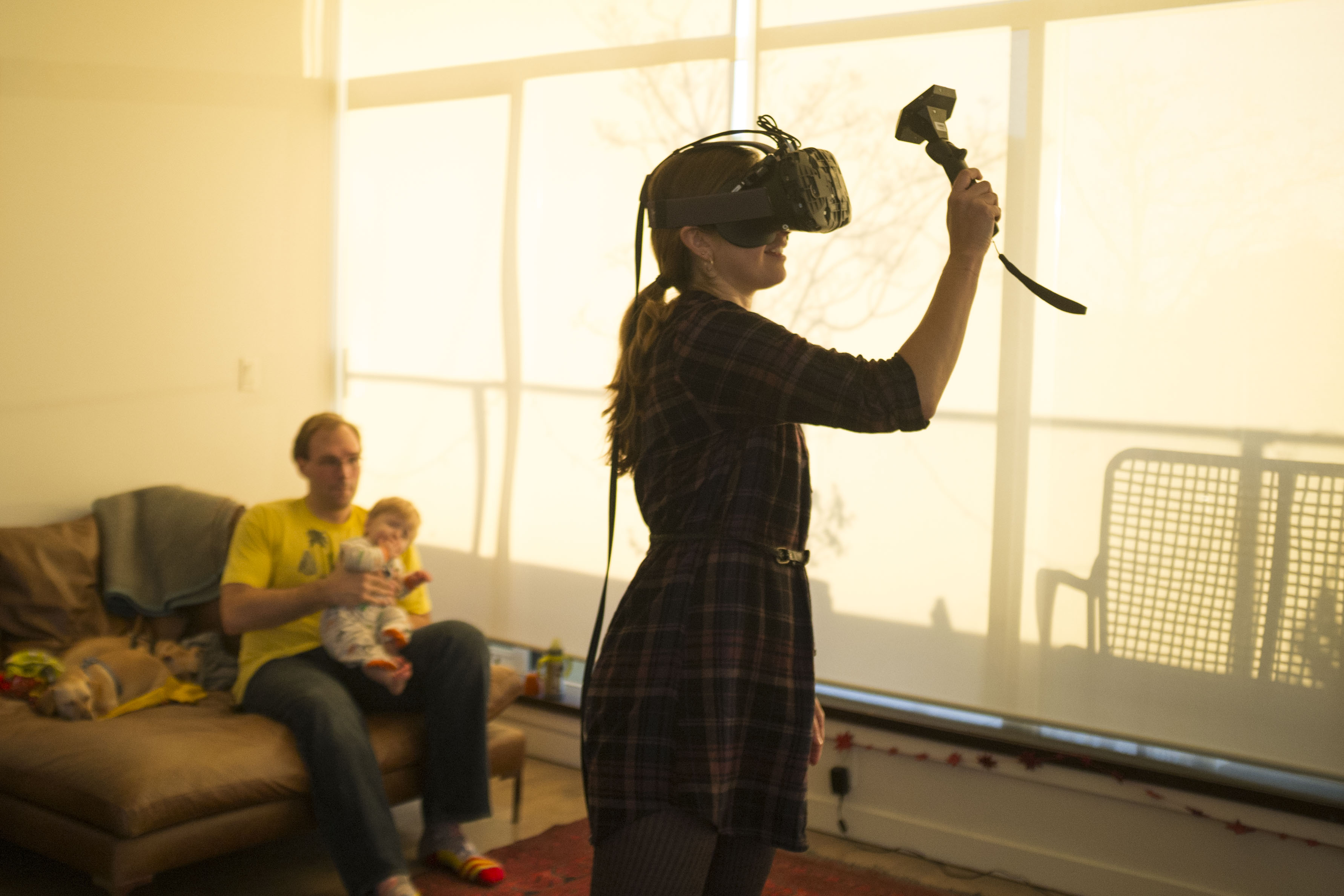
Personen använder en virtuell verklighet-enhet vid namn HTC Vive (VR-glasögon) med handkontroll.

Virtuell verklighet (VV), virtuell realitet (VR) eller datorsimulerad verklighet (engelska: virtual reality, VR) är datateknik som simulerar verkliga eller inbillade miljöer och vår närvaro och interaktion i dem. Ett annat engelskt namn är immersive multimedia, ”fördjupande multimedia”.
Till exempel kan man uppleva VR med VR-glasögon som i realtid visar bilder av en datorbaserad modell av miljön. VR-glasögonen känner av åt vilket håll man riktar blicken, och visar då bilder av modellen i motsvarande riktning. Det innebär att man kan betrakta modellen från olika håll genom att t ex vrida eller luta på huvudet. 
Illusionen av verklighet i VR frammanas dels av den kroppsliga interaktionen med en virtuell modell, och dels av att ljus, ljud, rörelser med mera som simuleras av modellen känns igen från verkliga miljöer. De sensoriska upplevelserna (det vill säga för syn, känsel, hörsel och lukt) är i vissa fall tillräckliga för användning inom undervisning och träning av bland andra soldater, piloter och kirurger. 

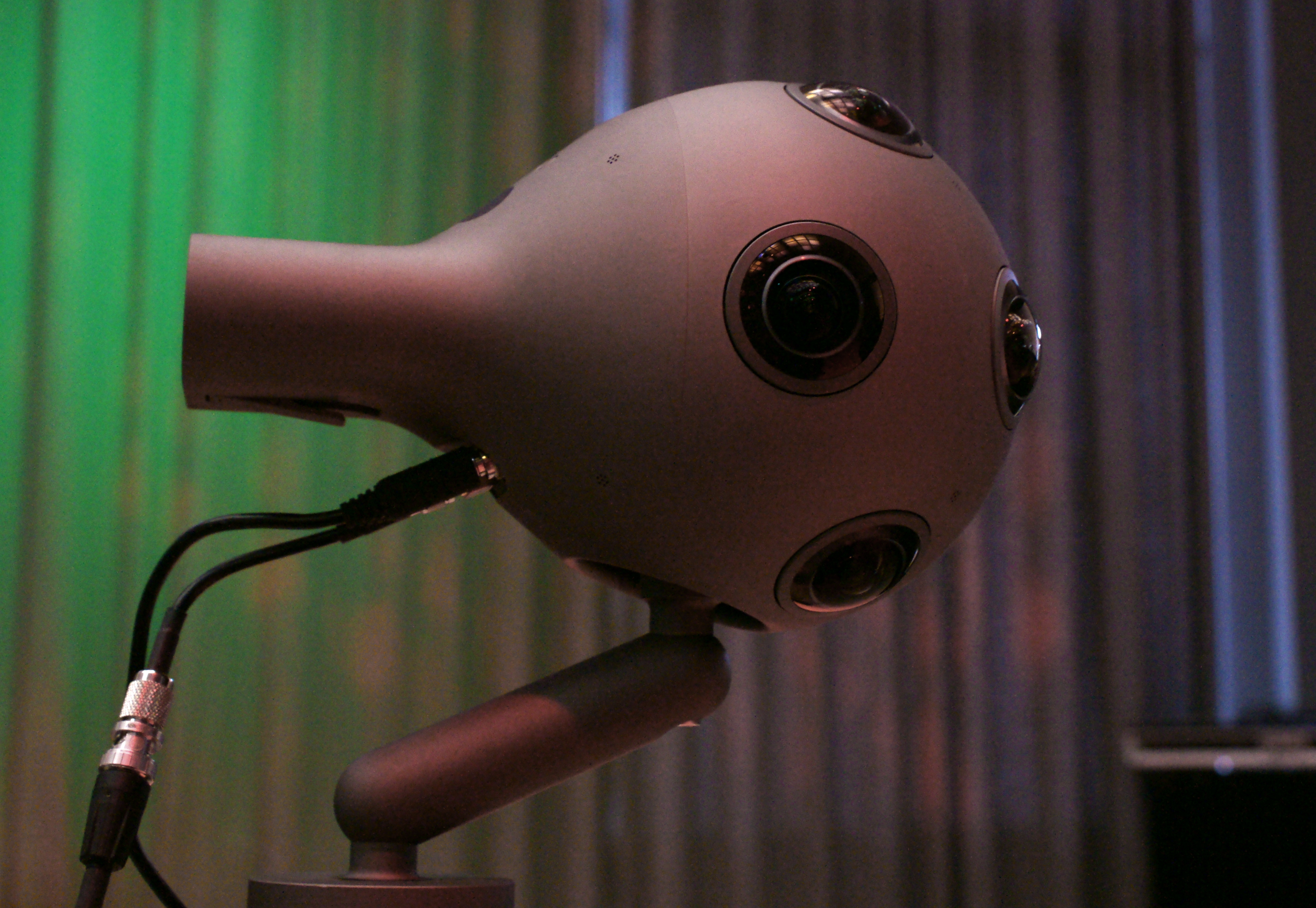
VR-kamera, sedd från sidan.

## Användning
Virtuell verklighet används oftast i underhållningsapplikationer såsom videospel, 3D-film, nöjesparksattraktioner, inklusive mörka attraktioner och sociala virtuella världar. Konsumentbaserade VR-headsets lanserades först av företag inom videospelsbranschen i början till mitten av 1990-talet. Från och med 2010-talet släppte Oculus (Rift), HTC (Vive) och Sony (PlayStation VR) kommersiella nästa generations tethered-headsets, vilket inledde en ny våg av applikationsutveckling. 3D-film har använts för sportevenemang, pornografi, bildkonst, musikvideor och kortfilmer. Sedan 2015 har berg- och dalbanor och temaparker integrerat virtuell verklighet för att matcha visuella effekter med taktil återkoppling.  VR följer inte bara den digitala industrins trend utan förstärker även filmens visuella effekt. Filmen ger tittarna större möjligheter att interagera med hjälp av VR-teknik. 
Virtuell verklighet förändrar branschers tillvägagångssätt för design, prototypframställning och utbildning tack vare sin teknik för immersiv visualisering. Den tillåter användare att fördjupa sig i en realistisk 3D-värld, vilket påskyndar designfasen, minskar prototypkostnaderna och sänker riskerna.
I en snabbt föränderlig och globaliserad affärsvärld används möten i virtuell verklighet för att skapa en miljö där interaktion med andra människor (till exempel kollegor, kunder, partners) kan kännas mer naturlig än ett telefonsamtal eller videochatt. I anpassningsbara konferensrum kan alla parter ansluta sig via VR-headset och interagera som om de befinner sig i samma fysiska rum. Presentationer, videor eller 3D-modeller (till exempel av produkter eller prototyper) kan laddas upp och interageras med. Jämfört med traditionell textbaserad CMC leder avatarbaserade interaktioner i tredimensionella virtuella miljöer till högre grad av konsensus, tillfredsställelse och sammanhållning bland gruppmedlemmarna. 
Inom ingenjörsvetenskap har virtuell verklighet visat sig vara mycket användbar både för ingenjörslärare och studenter. Den viktigaste komponenten är möjligheten för studenter att interagera med 3D-modeller som exakt reagerar på verkliga världens förutsättningar. Detta extra lärverktyg ger många den immersion som krävs för att förstå komplexa ämnen och hur de kan omsättas i praktiken. Som tidigare nämnts får framtida arkitekter och ingenjörer stor nytta av att kunna forma förståelsen för rumsliga relationer och föreslå lösningar baserade på framtida verklighetsapplikationer.